# كريستين آدامز (منافس ألعاب قوى)
كريستين آدامز (بالألمانية: Christine Adams)‏ (و. 1974  م) هي منافسة ألعاب القوى ألمانية، ولدت في غيورغسمارينهوته.

## روابط خارجية
- كريستين آدامز على موقع الاتحاد الدولي لألعاب القوى (الإنجليزية)
- كريستين آدامز على موقع الاتحاد الأوروبي لألعاب القوى (الإنجليزية)